# SD司令戰記G-Arms
SD司令戰記G-ARMS(SDコマンド戦記 G-ARMS)是SD司令戰記的第一作。

## 故事
SDV世界中，一處名為麥哲倫大陸(マゼラン大陸)的防衛軍GUNDAM部隊(ガンダムチーム)，被邪惡軍團「撒旦里昂正規軍」(ザタリオン正規軍)的司令官血腥薩克打敗。為收復失地，司令GUNDAM決定鍛鍊GUNDAM部隊，並集結當中精銳成員，組成「G-ARMS」。
成長後的G-ARMS，與撒旦里昂進行激戰。隨著潛伏在撒旦里昂軍親衛隊SS、實際上是軍團支配者的邪惡機械生命體「元首撒旦里昂」(フューラーザタリオン )介入，令戰事更加激化。

## 人物

### G-ARMS

#### 司令GUNDAM／重裝備司令GUNDAM／V司令GUNDAM(FAGUNDAM／GUNDAM七號機重裝備型+)
推出商品﹕BB.43、BB.84、元祖系列、SDX可動玩具
G-ARMS總指揮官，訓練GUNDAM隊成為精英的教官，對下屬要求極之嚴格，經常各G-ARMS成員提出不合理要求，實際上相當關心部下。
V司令GUNDAM其實是司令GUNDAM最初型態，直至第一次撒旦里昂軍侵略、GUNDAM隊被打敗，裝備被破壞，嚴重受損的V司令GUNDAM，只有以彈匣、機關鎗等暫定裝備頂替。
在元首旦里昂復活前夕，司令GUNDAM將將軍GUNDAM的封印解除，同時恢復原來的V司令GUNDAM型態，與撒旦里昂作最終決戰。
連同手持武器，司令GUNDAM的武裝總計26種，包括支援機械「V炮堡1」(メカVフォース1)、以及收容操控的將軍GUNDAM。
角色原型源自演出電影「魔鬼司令」 （Commando）主角的。
在SD鋼彈世界群英集重新登場時，改以機動戰士鋼彈F90為原型，搭配二十六種武裝（代號A-Z）到各世界旅行。在裝上M武裝來到武者世界的天宮，改名為「武者夷礼坐頑駄無」──「夷礼坐」的發音 イレイザー 來自阿諾的另一部電影作品魔鬼毀滅者(Eraser)。
2009年SDX系列玩具，司令GUNDAM亦再次被復刻推出。
將軍GUNDAM／戰艦將軍(ジェネラルガンダム ／ 戦艦ジェネラル)
為與元首旦里昂對決而建造、聯邦宇宙軍最多戰艦，可由平常的戰艦型態，變形成由V司令GUNDAM控制的巨大GUNDAM形態。
全身搭載多種火炮，戰艦型態全部前置火炮，在變形後會成為GUNDAM型態全身武裝。而將軍GUNDAM主炮「破壞砲」(ビッグバンバスター／BIG BANG BUSTER)更是全部SD GUNDAM系列中最強最大的兵器。

##### 諜報部隊
直表隸屬司令GUNDAM的部隊，成員共有三人，官階同為中尉，分別負責陸、空、海戰中收集情報及參謀工作。(元祖GUNDAM模型102號，包含改為三位成員的部件。)
綠色貝雷帽GUNDAM(グリーン ベレーガンダム)
G-ARMS中直接隸屬司令GUNDAM的陸戰參謀，經常帶著猴子型的信息收集用MS「トモダチメカSAL」，由於陸戰在故事中經常發生，因此出場次數亦是三人之冠。曾傳達並參與「黑影之火作戰」(シャドウフレア／Shadow flare作戦)。
黑色貝雷帽GUNDAM
RMS空戰參謀，擁有狗型機械INU。
紅色貝雷帽GUNDAM
RMS海戰參謀，有雉雞型機械KJI。

#### 隊長GUNDAM／鋼裝甲隊長GUNDAM(Captain Gundam)
G-ARMS實際的指揮官，官階上尉，編號G-ARMS01、專用徽章為為獅子，也是整個SD司令戰記中實際的主角，原本是RX-78GUNDAM，後來在一次行動中拯救司令GUNDAM，後者根據元祖GUNDAM解救危機的功績，進行強化手術，成為其中一員。忠實執行司令GUNDAM的命令，同時有著優於其他成員的戰鬥力。
為了從旦里昂近衛隊的突襲，保護G-ARMS基地而發動自殺攻擊，一般人以為他被捲入爆中之中已經陣亡。不過在爆炸期間，隊長GUNDAM發現地下秘道，而得以保存性命，奇跡生還，其後更與昔日同伴「假面司令」(GUNDAMMK-II)進行一決生死的終極之戰。
必殺技是以變形為戰車型態進行突擊的「獅子之牙」。
隊長GUNDAM在日後的CG動畫「SD GUNDAM FORCE」中亦擔任主角，雖然外形稍有修改，但例如SD GUNDAM部隊領袖、獅子之牙等設定，則仍有保留。

##### 陸戰部隊
鋼獵豹ZZ／重武裝鋼獵豹(GUNPANTER／ガンパンツァーΖΖ ／ヘヴィウェポンガンパンツァー)
原本是ZZ GUNDAM，接受自願強化的改造手術後，成為G-ARMS成員，編號「G-ARMS04」，以豹為徽章，官階中尉(後來成為上尉)。
性格莽撞，會不分敵我進行射擊的癖好，與潛艇GUNDAM友情相當深厚，甚至將他推薦予海戰部隊。同時又與Z存在著良性競爭關係。
對自己的戰車型態相當不滿意，甚至抱怨「為何自己好像大褲衩?」，令他與鋼加農同樣為此而感到憤怒，因此ZZ又有「大褲衩」的渾稱，令人聯想起以ZZ改造的角色，總是不受歡迎的宿命一樣。
後期強化火力及裝甲的重裝型鋼獵豹未有商品化。
G-ARMS陸戰隊成員、兼且擔當整個軍團的武器開發，軍階少尉。雖然相當善長所有G-ARMS成員的改造手術，卻同時有著極差視力，因此經常發生諸如司令GUNDAM及隊長GUNDAM進行手術時，因為鋼坦克手勢粗暴而痛苦大叫的情況。
軍階少尉，由於背上已有一對大炮，手上只夠再持有一枝火箭炮。性格痴呆，與鋼坦克是作戰時的拍檔。
重裝GUNDAM(Heavy Gundam)
軍階少尉，與百式是作戰搭檔的男人，身為射擊高手，卻始終不會脫下太陽眼鏡。

##### 空戰部隊
鋼軍刀Z／重裝型鋼軍刀Z／武者頑星刃(短暫形態)(Gunzaber Z)
MS的空戰部隊隊長，軍階中尉(後來成為上尉)，編號G-ARMS03，徽章是飛龍。原本是ZGUNDAM，為了克服變形成Waverider時，頭部要向下垂才可變形的弱點(因為SDGUNDAM頭大身小的比例局限，Z GUNDAM是無法重現MS版本中將頭收納的功能。)，而進行改造手術。
性格光明磊落，討厭卑鄙的戰術。但平時表現總像花花公子一樣，裝模作樣地進行決定。而且最大弱點，是下降時總是以硬著陸方式。不過由於空戰部隊成員的鋼獵鷹NU是一對好拍檔，在他支援下，亦能夠解決硬著陸的問題，因此對他亦極之信賴。必殺技是「天空之劍」。
在「SD戰國傳 傳說之大將軍篇」中，曾因為被落雷擊中，而流落至天宮之國，在獲得烈破及烈空力量後，成為「武者頑星刃」。由於此設定是在G-ARMS完結後才出現，因此在司令戰記中並未提及。另一方面，亦有將此事，解讀成鋼軍刀Z回到過去的說法。
鋼獵鷹Nu／重裝型鋼獵鷹Nu
軍階中尉(後來成為上尉)、編號G-ARMS05，徽章是獵鷹。空戰部隊第二把交椅，原本是NuGUNDAM，相當憧憬可以在天空飛翔而懇求鋼軍刀Z，成為空戰部隊成員，但被拒絕。之後接受強化手術時，要求增加飛行能力，才得以成為空戰部隊成員。
有著極之無私的個性，即使軍刀Z對他相當冷待，仍不斷糾纏在他身旁。此外也是，一位易容高手，在「黑影之火作戰」中，甚至代妝成敵人大將血腥薩克，將人質潛艇GUNDAM成功救出。必殺技是「大鷲之爪」。
在CG動畫「SD GUNDAM FORCE」中以新版本再次出場，外形有所修改，但個性則完全變成鋼軍刀Z的樣子。
百式
少尉，與重裝GUNDAM是一對拍檔，而且兩人都是墨鏡不離身。
少尉，性格沉默，可變成飛行型態。
少尉，視Z為對手。
CG動畫「SD GUNDAM FORCE」中，繼承「潛艇GUNDAM」的名字成為海戰成員，外表亦完全改變。

##### 海戰部隊
鋼潛艇GUNDAM／超級鋼潛艇GUNDAM(GUNDAM MK-II／水中用高性能薩克)
G-ARMS海戰部隊隊長，編號G-ARMS02，因為擊退司令茲格克部隊的功績成為隊長。
在G-ARMS中唯一未有接受改造手術的成員(與司令GUNDAM同樣是全新開發的MS)，最初不擅水性，亦是相當愛哭的膽小鬼，不過在司令GUNDAM的地獄式訓練、加上在負傷後激發鬥志，最終能夠克服弱點，成為海戰部隊成員。雖然海戰能力提升不少，卻同時令陸戰成為其最艱難一環。必殺技「海流波海保特警」
鋼巡航Mk-I(感應型GUNDAM)
G-ARMS的海戰部隊第二把交椅、中尉。因為熱愛大海，受到潛艇GUNDAM邀請而加入，進入海戰部隊接受強化手術，編號G-ARMS06，可變形成戰艇型態。
戰艦型態時，有著迅速粉碎敵人的火力及戰鬥力，不過因為經常都悠閒地造房子，平常極少有參戰機會，結果即使身處敵襲亦全不知道，被潛艇GUNDAM斥責為浪費金屬的笨蛋。對妹妹感應型GUNDAM MK-II相當疼愛，妹妹受責備會相當震怒。
鋼神盾MK-II(感應型GUNDAM MK-II)
G-ARMS海戰部隊第二把交椅的其中一員，中尉，海戰部隊唯一女性。與兄長巡航艦一起加入G-ARMS，振受強化手術後，成為G-ARMS07號。可變成飛彈巡航艦。
性格極度害羞，會為了一些小事而臉紅，甚至不問情由發射導彈。她與兄長雖然同為第二把交椅，卻同樣在戰場上沒太大表現。
少尉，雙腿裝備魚雷。
少尉，可變成氣墊船，但身體孱弱，經常染上感冒。
少尉，兩肩裝備深水炸彈，機動力是全隊第一。

### 旦里昂
元首撒旦里昂(フューラーザタリオン)(闇皇帝)
「フューラーザタリオン」名稱中的「フューラー」(FÜHRER)是德文「元首」的意思。